# Sky Home
Sky Home ist ein 2022 gebautes Wohnhochhaus mit 115 Wohnungen in Viršuliškės der litauischen Hauptstadt Vilnius. Es ist eines der höchsten und modernsten Mehrfamilienhäuser des Stadtteils. Seine Energieklasse ist A. Das Wohnhaus mit der monolithischen Hausfassade hat 16 Stockwerke und ist 54,6 Meter hoch. Es befindet sich auf dem sog. urbanistischen Hügel der Stadt, neben Sky Office, Viršuliškės-Pärchen und zwei 70 Meter hohen Skylum-Wohnwolkenkratzern. Das Territorium beträgt 0,23 Hektar.
In jeder Wohnung gibt es einen Wand-Rekuperator. Der Strom für den allgemeinen Bedarf des Hauses wird von einem auf dem Dach installierten Sonnenwärmekraftwerk produziert. Jede Wohnung im Hochhaus verfügt über einen Balkon oder eine Terrasse. Im Hochhaus sind Ein- (38 m²), Zwei- (43,19–47 m²), Drei- (56,36–58,12 m²) und Vier-Zimmer-Wohnungen (76,88–78,23 m²). Aus den Fenstern der höheren Etagen sieht man das nahe Landschaftsschutzgebiet Karoliniškės, das Zentrum und die Altstadt Vilnius. Unter dem Haus befindet sich eine zweistöckige Tiefgarage. Ein Parkplatz unter dem Gebäude hat 92 Stellplätze für Autos und 12 Plätze für Fahrräder. Ein weiterer separater Gemeinschaftsbereich mit den Spielplätzen befindet sich neben dem Wohnhaus.
Die Adresse lautet Juozo Rutkausko g. 19, Vilnius.

## Geschichte
Die Baugenehmigung wurde am 19. Oktober 2017 erteilt. Das Haus wurde vom litauischen Unternehmen UAB „Infra būstas“ entwickelt und von UAB Incentra unter der Aufsicht des Bauprojektmanagementsunternehmens UAB „Infrasta“ vom 18. Februar 2021 bis zum 20. Dezember 2022 gebaut. Seit 2023 wird es vom Unternehmen UAB Šilėja verwaltet.